# Milroy, Minnesota
Milroy là một thành phố thuộc quận Redwood, tiểu bang Minnesota, Hoa Kỳ. Năm 2010, dân số của thành phố này là 252 người.

## Dân số
- Dân số năm 2000: 271 người.
- Dân số năm 2010: 252 người.